# Driving Miss Daisy
Driving Miss Daisy is een Amerikaanse film uit 1989, geregisseerd door Bruce Beresford. De film is gebaseerd op een toneelstuk uit 1987 geschreven door Alfred Uhry over de relatie tussen een oudere Joodse vrouw uit Atlanta in het Zuiden van de Verenigde Staten (Jessica Tandy), en haar Afro-Amerikaanse chauffeur (Morgan Freeman) over een tijdsverloop van meerdere tientallen jaren.
De film toont Daisy en haar standpunten doorheen een aantal relaties en emoties in haar dagelijkse leven, haar synagoge, vrienden, familie, zorgen en angsten.
De film was genomineerd voor 9 Oscars, en kreeg de Oscar voor beste film, en Jessica Tandy won de Oscar voor beste actrice (nooit eerder kreeg iemand die Oscar op een zo hoge leeftijd). Morgan Freeman ontving dankzij deze film zijn tweede Oscarnominatie.

## Rolverdeling
| Acteur            | Personage       |
| ----------------- | --------------- |
| Morgan Freeman    | Hoke Colburn    |
| Jessica Tandy     | Daisy Werthan   |
| Dan Aykroyd       | Boolie Werthan  |
| Patti LuPone      | Florine Werthan |
| Ester Rolle       | Idella          |
| Joann Havrilla    | Miss McClatchey |
| William Hall Jr.  | Oscar           |
| Alvin M. Sugarman | Dr. Well        |
| Crystal R. Fox    | Katey Bell      |

## Muziek
De originele filmmuziek werd gecomponeerd door Hans Zimmer. De muziek is ook uitgebracht op een soundtrack, en bevat naast de filmmuziek van Zimmer ook muziek van Louis Armstrong, Eartha Kitt en het Tsjechisch Filharmonisch Orkest.